# Olympische Sommerspiele 2012/Leichtathletik – 3000 m Hindernis (Männer)

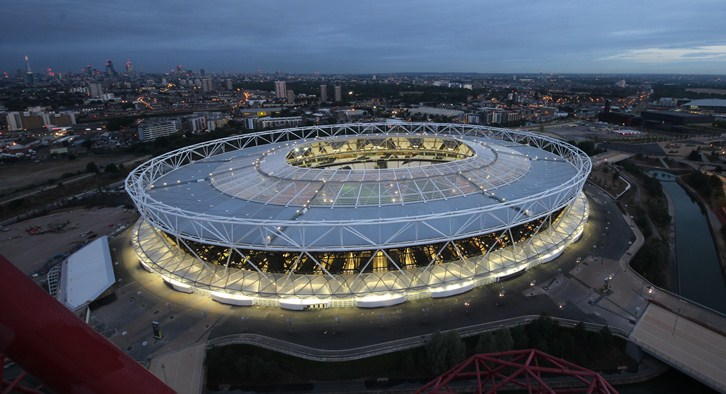
Das Olympiastadion von London im Jahr 2015

Der 3000-Meter-Hindernislauf der Männer bei den Olympischen Spielen 2012 in London wurde am 3. und 5. August 2012 im Olympiastadion London ausgetragen. 39 Athleten nahmen teil.
Die Goldmedaille gewann der Kenianer Ezekiel Kemboi. Silber ging an den Franzosen Mahiedine Mekhissi, der Kenianer Abel Mutai errang Bronze.
Für Deutschland ging Steffen Uliczka an den Start, der in der Vorrunde ausschied.

Athleten aus der Schweiz, Österreich und Liechtenstein nahmen nicht teil.

## Aktuelle Titelträger
| Olympiasieger                      | Brimin Kipruto ( Kenia)          | 8:10,34 min  | Peking 2008       |
| Weltmeister                        | Ezekiel Kemboi ( Kenia)          | 8:14,85 min  | Daegu 2011        |
| Europameister                      | Mahiedine Mekhissi ( Frankreich) | 8:33,23 min  | Helsinki 2012     |
| Zentralamerika und Karibik-Meister | Luis Enrique Ibarra ( Mexiko)    | 8:55,86 min  | Mayagüez 2011     |
| Südamerika-Meister                 | Hudson de Souza ( Brasilien)     | 8:36,53 min  | Buenos Aires 2011 |
| Asienmeister                       | Abubaker Ali Kamal ( Katar)      | 8:30,23 min  | Kōbe 2011         |
| Afrikameister                      | Abel Mutai ( Kenia)              | 8:16,05 min  | Porto-Novo 2012   |
| Ozeanienmeister                    | Theo Houdret ( Neukaledonien)    | 10:13,80 min | Cairns 2012       |

## Rekorde

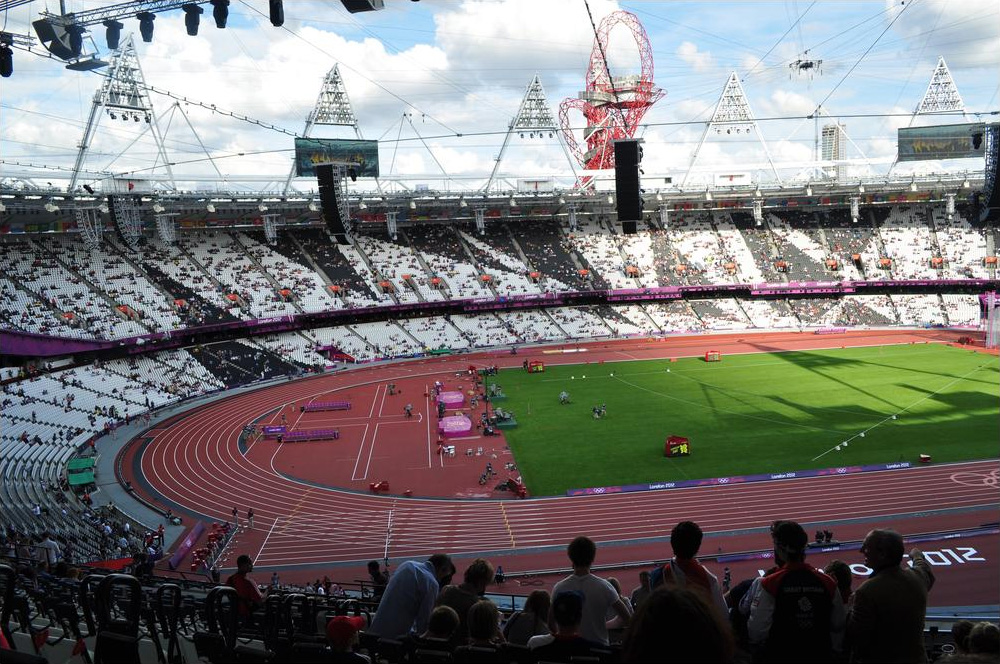
Das Olympiastadion während der Olympischen Spiele 2012

### Bestehende Rekorde
| Weltrekord         | Saif Saaeed Shaheen ( Katar) | 7:53,63 min | Brüssel, Belgien          | 3. September 2004  |
| Olympischer Rekord | Julius Kariuki ( Kenia)      | 8:05,51 min | Finale OS Seoul, Südkorea | 30. September 1988 |

Der bestehende olympische Rekord wurde bei diesen Spielen nicht erreicht. Die schnellste Zeit erzielte der spätere Olympiazweite Mahiedine Mekhissi aus Frankreich mit 8:16,23 min im ersten Vorlauf am 3. August. Den olympischen Rekord verfehlte er dabei um 10,72 Sekunden. Zum Weltrekord fehlten ihm 22,60 Sekunden.

### Rekordverbesserungen
Es wurden drei neue Landesrekorde aufgestellt:
- 8:17,85 min – Tarık Langat Akdağ (Türkei), erster Vorlauf am 3. August
- 8:24,06 min – José Peña (Venezuela), erster Vorlauf am 3. August
- 8:21,46 min – Donald Cabral (USA), dritter Vorlauf am 3. August

Anmerkung:
Alle Zeiten in diesem Beitrag sind nach Ortszeit London (UTC±0) angegeben.

## Vorlauf
Es wurden drei Vorläufe durchgeführt. Für das Finale qualifizierten sich pro Lauf die ersten vier Athleten (hellgrün unterlegt). Darüber hinaus kamen die drei Zeitschnellsten, die sogenannten Lucky Loser (hellblau unterlegt), weiter.

### Vorlauf 1
3. August 2012, 13:00 Uhr
| Platz | Name               | Nation        | Zeit (min) | Anmerkung |
| ----- | ------------------ | ------------- | ---------- | --------- |
| 0 1   | Mahiedine Mekhissi | Frankreich    | 8:16,23    |           |
| 0 2   | Evan Jager         | USA           | 8:16,61    |           |
| 0 3   | Abel Mutai         | Kenia         | 8:17,70    |           |
| 0 4   | Tarık Langat Akdağ | Türkei        | 8:17,85    | NR        |
| 0 5   | Nahom Mesfin       | Äthiopien     | 8:18,16    |           |
| 0 6   | Benjamin Kiplagat  | Uganda        | 8:18,44    |           |
| 0 7   | Amor Ben Yahia     | Tunesien      | 8:22,70    |           |
| 0 8   | José Peña          | Venezuela     | 8:24,06    | NR        |
| 0 9   | Ali al-Amri        | Saudi-Arabien | 8:26,22    |           |
| 10    | Hicham Sigueni     | Marokko       | 8:35,89    |           |
| 11    | Ángel Mullera      | Spanien       | 8:38,07    |           |
| 12    | Alberto Paulo      | Portugal      | 8:40,74    |           |
| 13    | Steffen Uliczka    | Deutschland   | 8:41,08    |           |

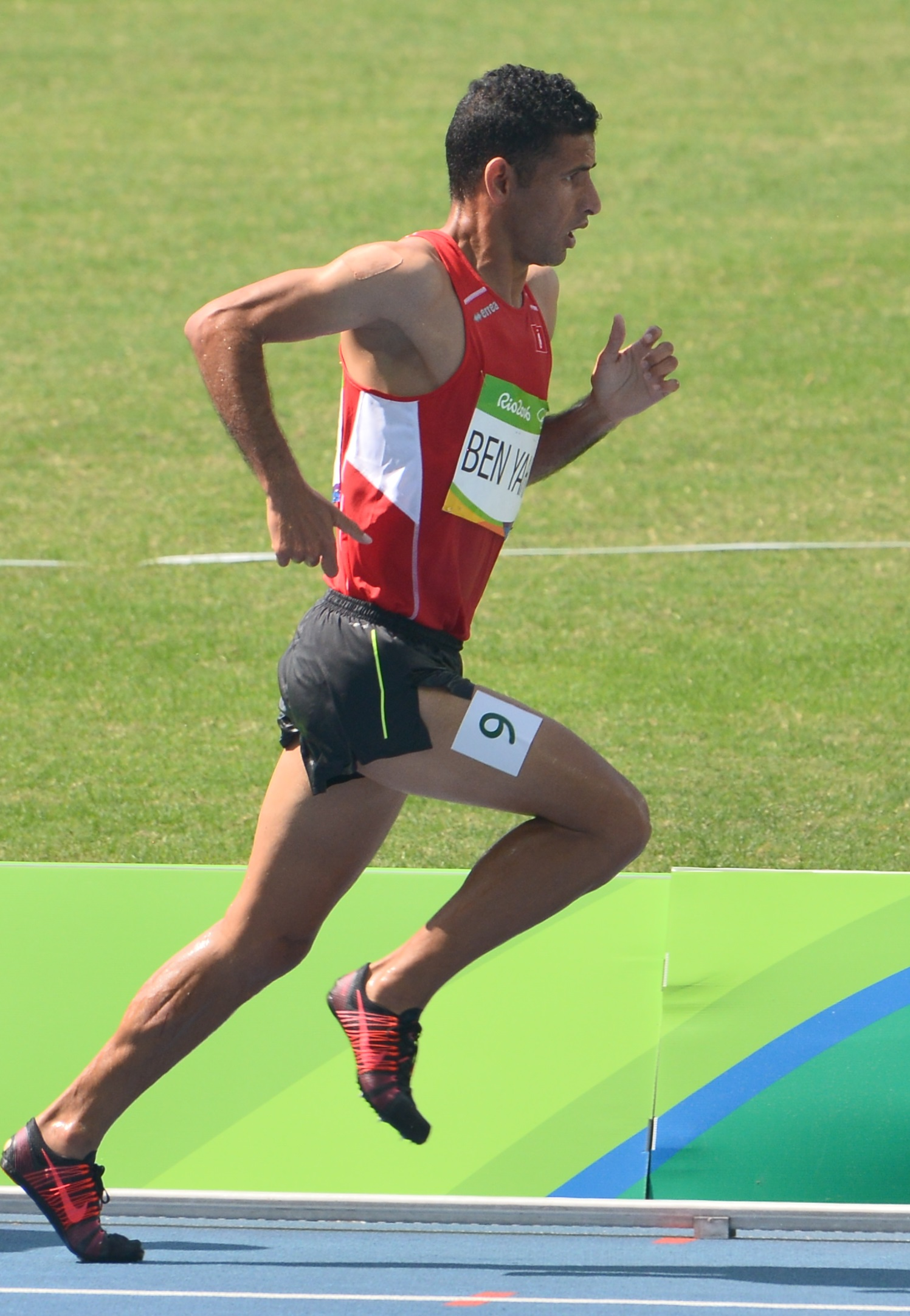
Amor Ben Yahia – ausgeschieden als Siebter
des ersten Vorlaufs

Weitere im ersten Vorlauf ausgeschiedene Hindernisläufer:

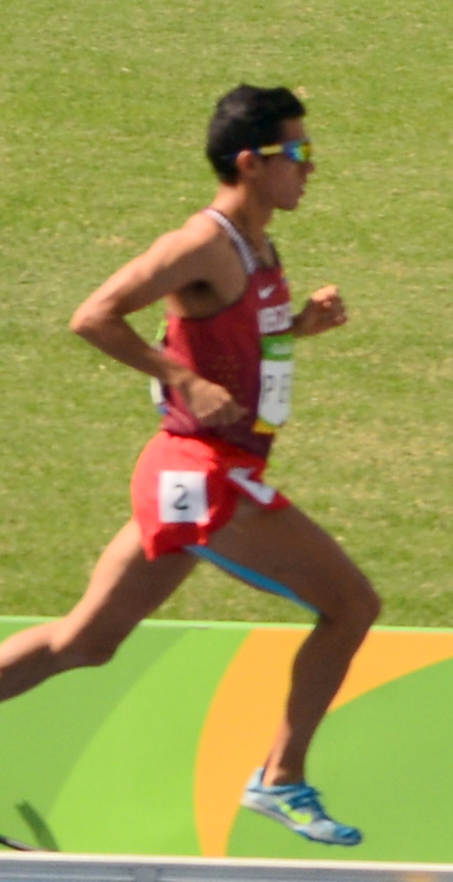
José Peña – Rang acht
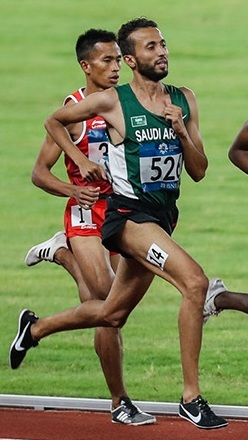
Ali al-Amri (grünes Trikot) – Rang neun
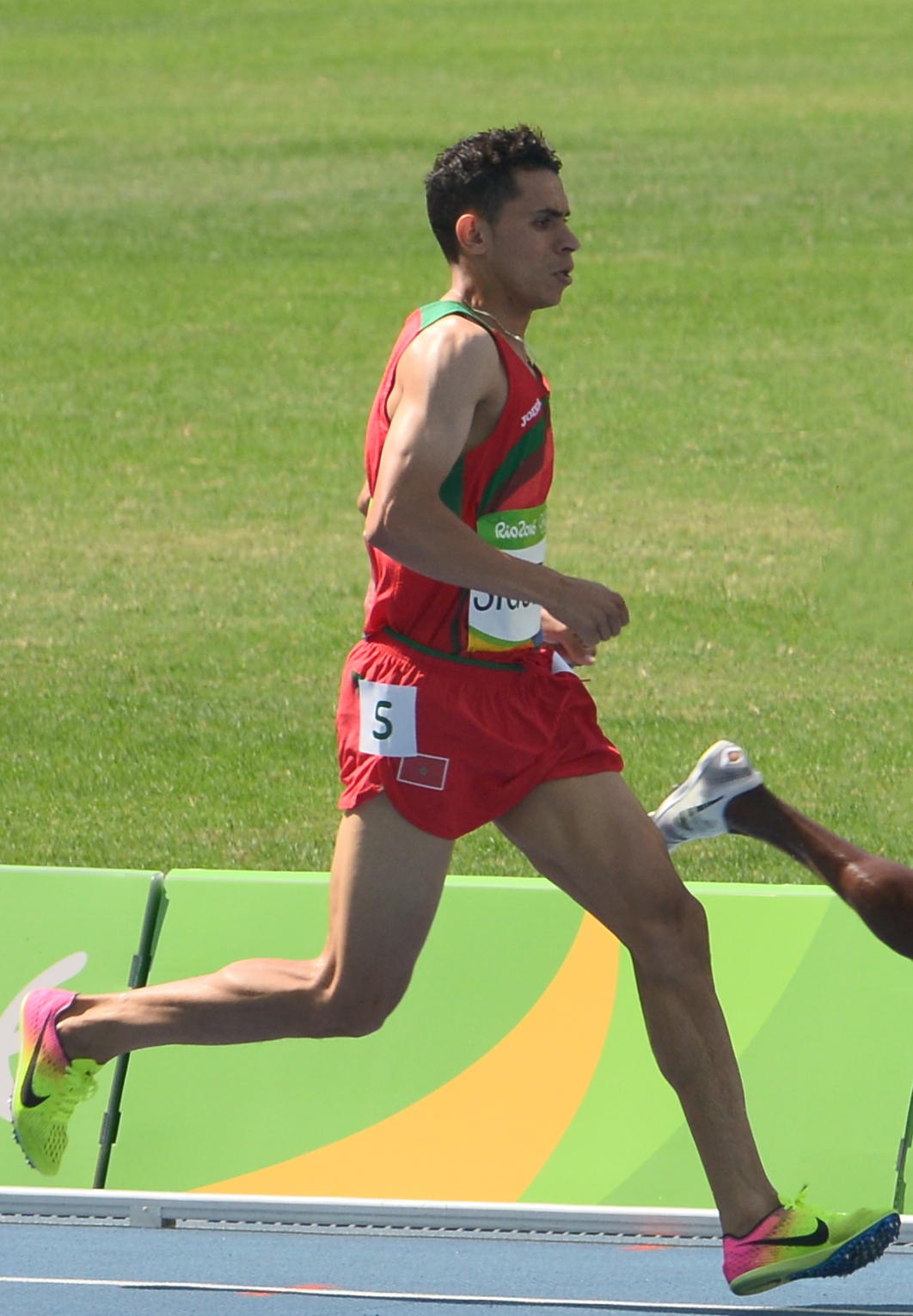
Hicham Sigueni – Rang zehn
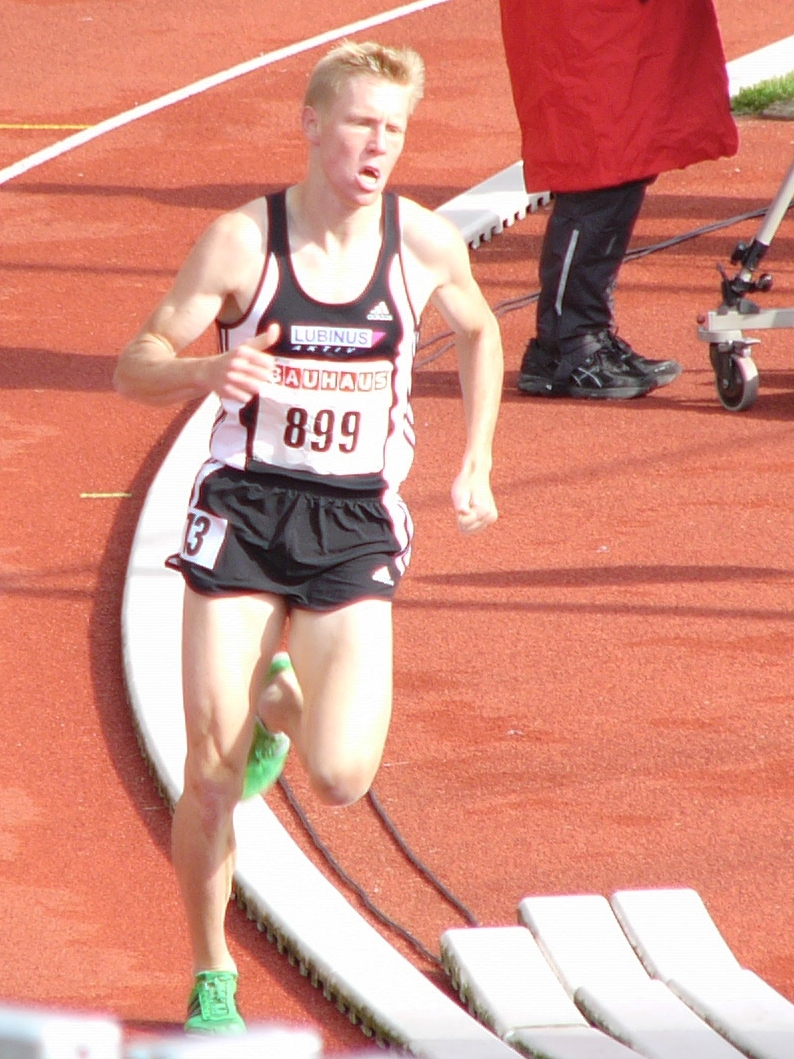
Steffen Uliczka – Rang dreizehn

### Vorlauf 2

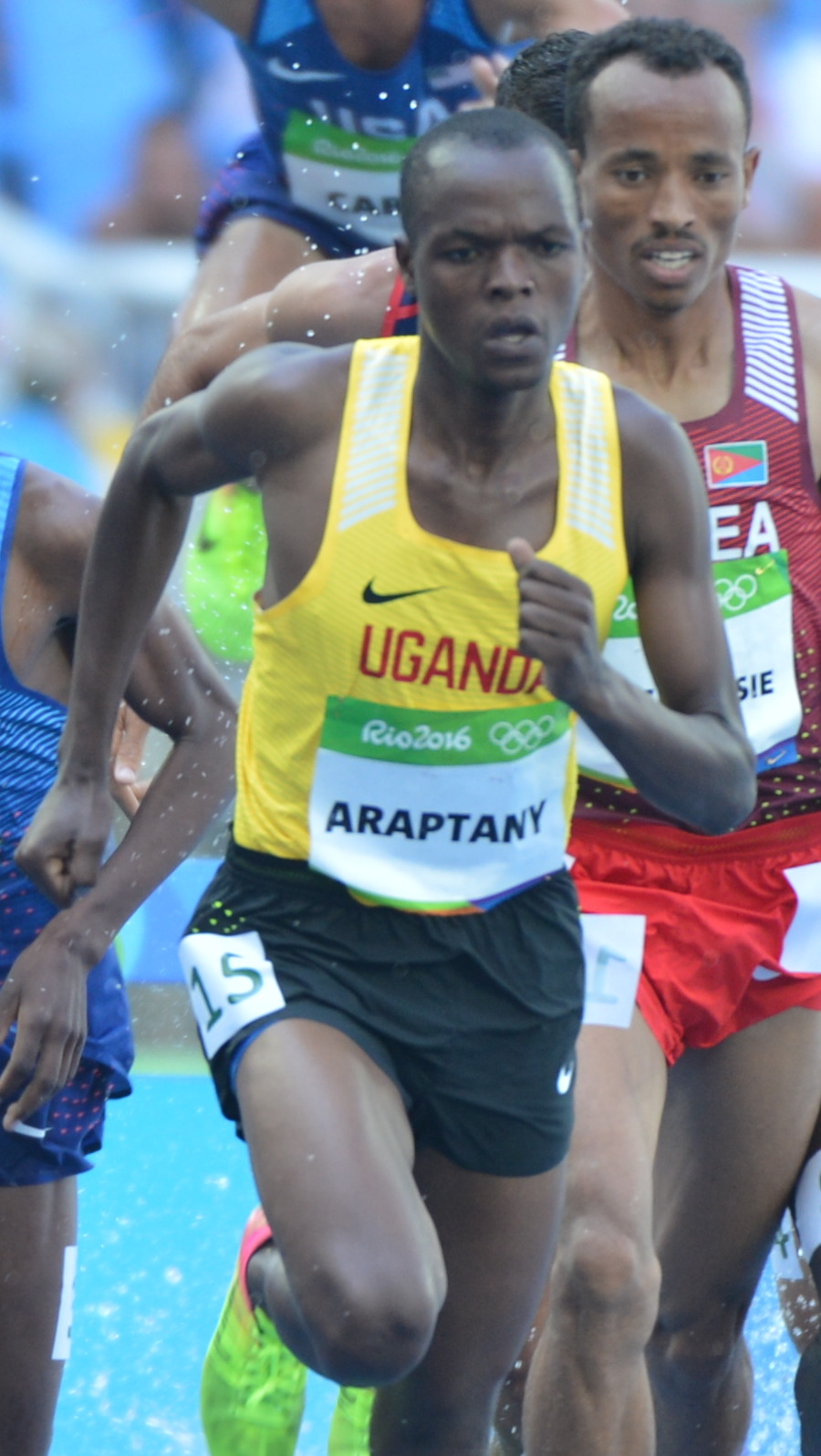
Jacob Araptany – ausgeschieden als Siebter des zweiten Vorlaufs
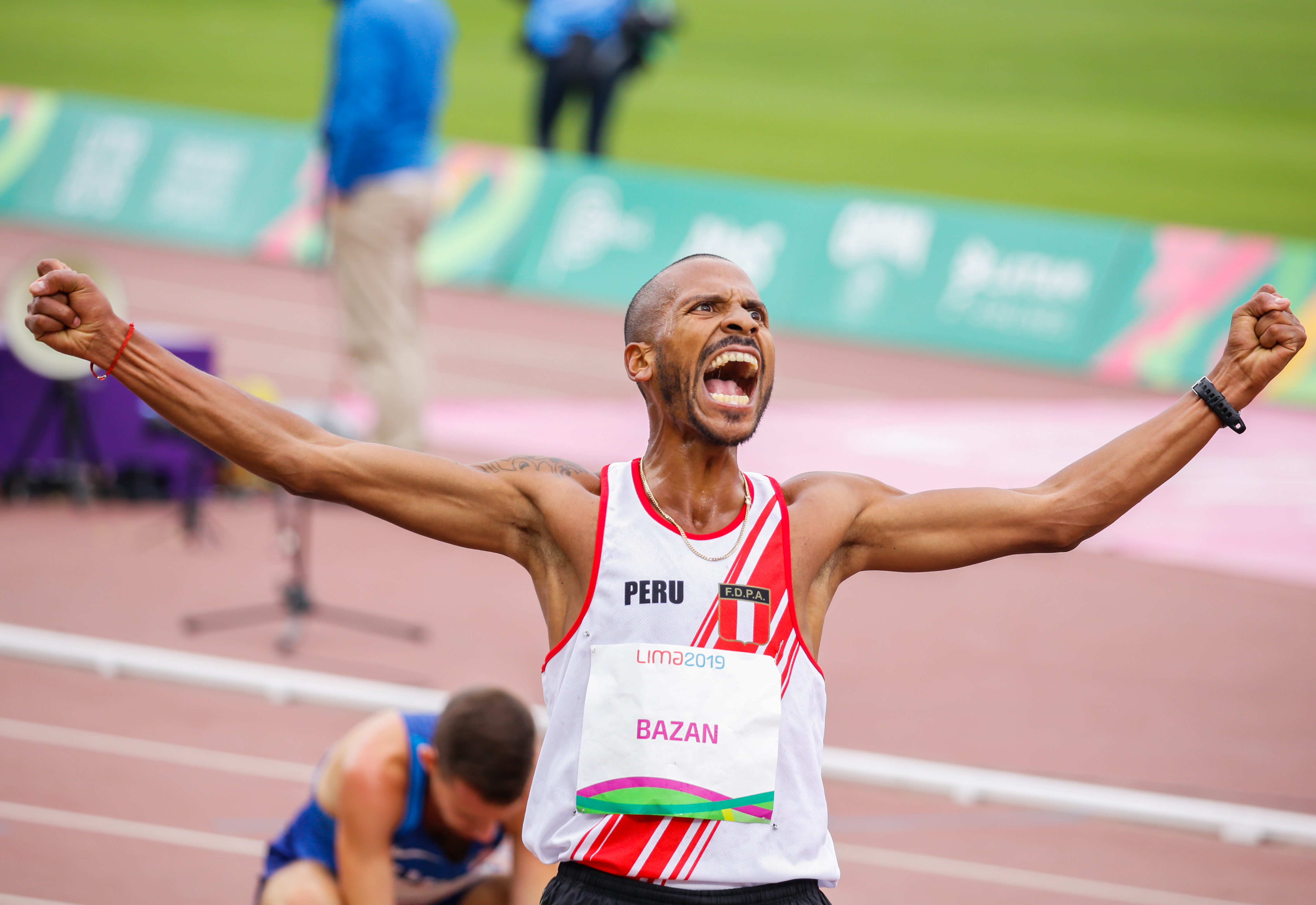
Mario Bazán – ausgeschieden als Elfter des zweiten Vorlaufs
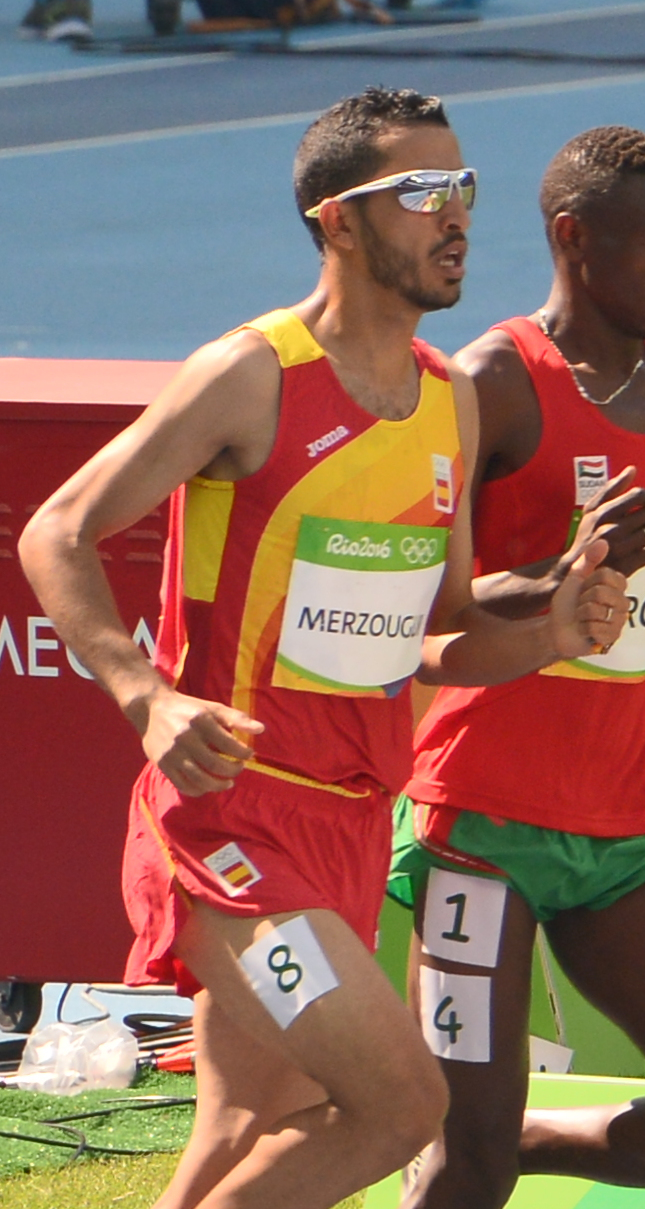
Abdelaziz Merzougui – ausgeschieden als Zwölfter des zweiten Vorlaufs

3. August 2012, 13:15 Uhr
| Platz | Name                      | Nation      | Zeit (min) |
| ----- | ------------------------- | ----------- | ---------- |
| 0 1   | Brimin Kipruto            | Kenia       | 8:28,62    |
| 0 2   | Yuri Floriani             | Italien     | 8:29,01    |
| 0 3   | Brahim Taleb              | Marokko     | 8:29,02    |
| 0 4   | Jukka Keskisalo           | Finnland    | 8:29,13    |
| 0 5   | Nikolai Chavkin           | Russland    | 8:29,72    |
| 0 6   | Youcef Abdi               | Australien  | 8:29,81    |
| 0 7   | Jacob Araptany            | Uganda      | 8:35,85    |
| 0 8   | Vincent Zouaoui-Dandrieux | Frankreich  | 8:36,96    |
| 0 9   | Kyle Alcorn               | USA         | 8:37,11    |
| 10    | Artjom Kossinow           | Kasachstan  | 8:42,27    |
| 11    | Mario Bazán               | Puerto Rico | 8:51,95    |
| 12    | Abdelaziz Merzougui       | Spanien     | 8:58,20    |
| DNF   | Birhan Getahun            | Äthiopien   |            |

### Vorlauf 3

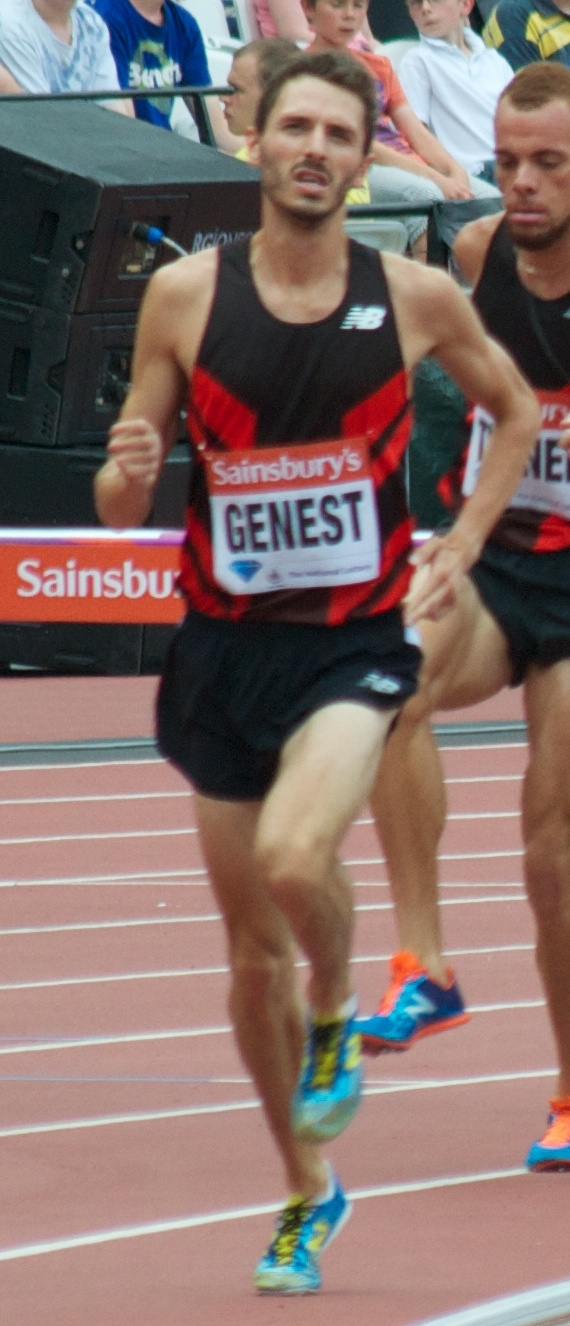
Alex Genest – ausgeschieden als Siebter des dritten Vorlaufs
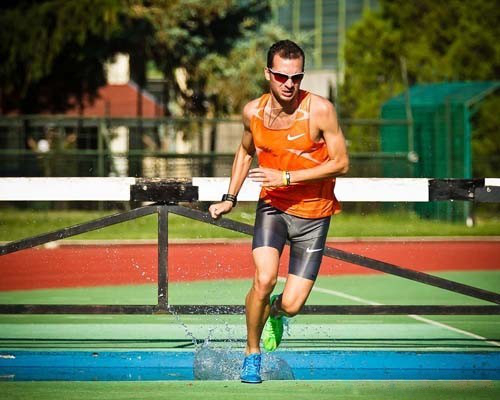
Albert Minczér – ausgeschieden als Elfter des dritten Vorlaufs

3. August 2012, 13:30 Uhr
| Platz | Name                    | Nation         | Zeit (min) | Anmerkung |
| ----- | ----------------------- | -------------- | ---------- | --------- |
| 0 1   | Roba Gari               | Äthiopien      | 8:20,68    |           |
| 0 2   | Ezekiel Kemboi          | Kenia          | 8:20,97    |           |
| 0 3   | Hamid Ezzine            | Marokko        | 8:21,25    |           |
| 0 4   | Donald Cabral           | USA            | 8:21,46    | NR        |
| 0 5   | Ion Luchianov           | Moldau         | 8:22,09    |           |
| 0 6   | Mohamed Khaled Belabbas | Algerien       | 8:22,32    |           |
| 0 7   | Alex Genest             | Kanada         | 8:22,62    |           |
| 0 8   | Wadim Slobodenjuk       | Ukraine        | 8:23,35    |           |
| 0 9   | Łukasz Parszczyński     | Polen          | 8:30,08    |           |
| 10    | Weynay Ghebresilasie    | Eritrea        | 8:37,57    |           |
| 11    | Albert Minczér          | Ungarn         | 8:40,74    |           |
| 12    | Stuart Stokes           | Großbritannien | 8:43,04    |           |
| DNF   | Víctor García           | Spanien        |            |           |

## Finale
5. August 2012, 21:25 Uhr
| Platz | Name               | Nation     | Zeit (min) | Anmerkung                                           |
| ----- | ------------------ | ---------- | ---------- | --------------------------------------------------- |
| 0 1   | Ezekiel Kemboi     | Kenia      | 8:18,56    |                                                     |
| 0 2   | Mahiedine Mekhissi | Frankreich | 8:19,08    |                                                     |
| 0 3   | Abel Kiprop Mutai  | Kenia      | 8:19,73    |                                                     |
| 0 4   | Roba Gari          | Äthiopien  | 8:20,00    |                                                     |
| 0 5   | Brimin Kipruto     | Kenia      | 8:23,03    |                                                     |
| 0 6   | Evan Jager         | USA        | 8:23,87    |                                                     |
| 0 7   | Hamid Ezzine       | Marokko    | 8:24,90    |                                                     |
| 0 8   | Donald Cabral      | USA        | 8:25,91    |                                                     |
| 0 9   | Tarık Langat Akdağ | Türkei     | 8:27,64    |                                                     |
| 10    | Ion Luchianov      | Moldau     | 8:28,15    |                                                     |
| 11    | Brahim Taleb       | Marokko    | 8:32,40    |                                                     |
| 12    | Nahom Mesfin       | Äthiopien  | 8:35,12    |                                                     |
| 13    | Yuri Floriani      | Italien    | 8:40,07    |                                                     |
| DNF   | Jukka Keskisalo    | Finnland   |            |                                                     |
| DSQ   | Benjamin Kiplagat  | Uganda     |            | IAAF Regel 163.3b – Übertreten der Begrenzungslinie |

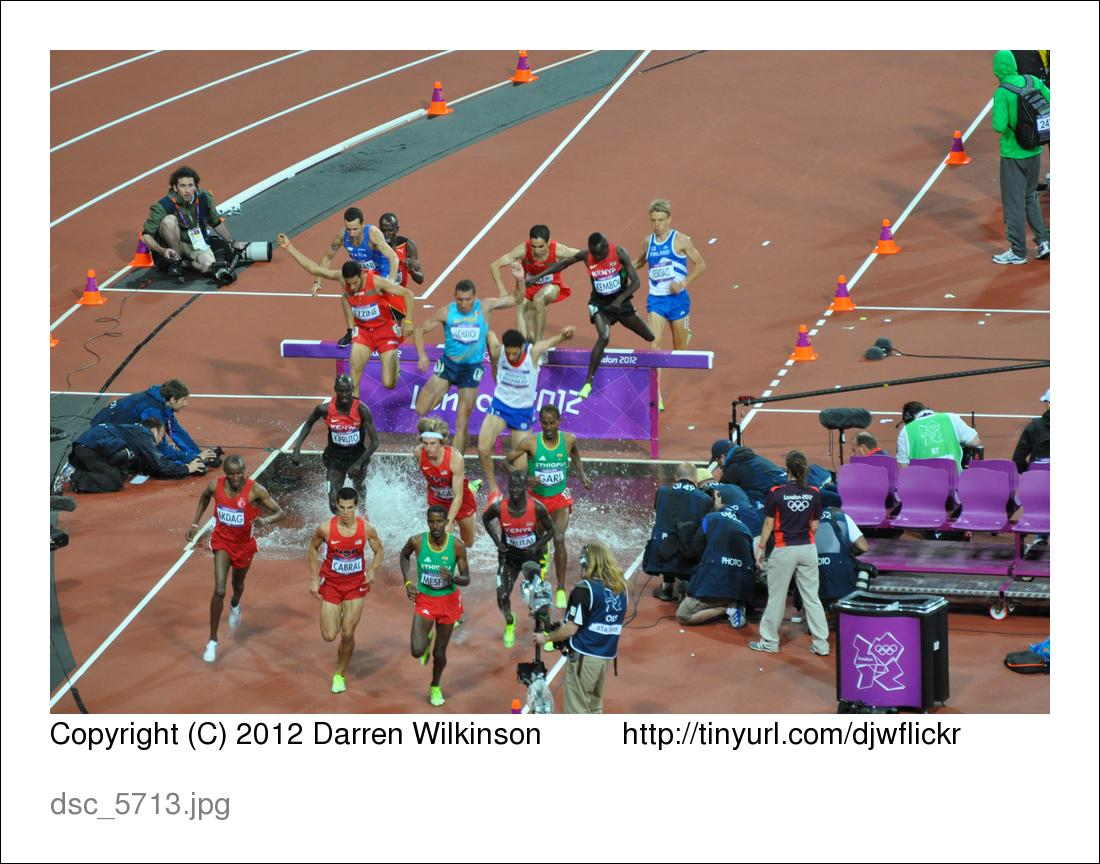
Szene aus dem Finale: ganz vorne Nahom Mesfin, Donald Cabral und Tarık Langat Akdağ gefolgt von Abel Mutai, Roba Gari, Evan Jager und Brimin Kipruto, dahinter Mahiedine Mekhissi, Ion Luchianov und Hamid Ezzine. Auf bzw. vor der Hürde Jukka Keskisalo, Ezekiel Kemboi, Brahim Taleb, Yuri Floriani und Benjamin Kiplagat

Für das Finale hatten sich alle drei Kenianer sowie zwei Äthiopier, zwei Marokkaner und zwei US-Amerikaner qualifiziert. Hinzu kamen jeweils ein Teilnehmer aus Finnland, Frankreich, Italien, Moldawien, der Türkei und Uganda.
Die Kenianer mit dem Olympiasieger von 2008 Brimin Kipruto, dem amtierenden Weltmeister und Olympiasieger von 2004 Ezekiel Kemboi und Afrikameister Abel Mutai galten als die Favoriten.
Das Finale war anfangs kein schnelles Rennen. Der US-Athlet Donald Cabral leistete auf den beiden ersten Runden die Führungsarbeit. Seine 1000-Meter-Zwischenzeit lautete 2:52,70 min, was auf eine Endzeit von circa 8:39 min hinausgelaufen wäre. Drei Runden vor Schluss ging Mutai an die Spitze und forcierte das Tempo. Kemboi, Kipruto und der Äthiopier Roba Gari hielten Anschluss. Der zweite Kilometer mit Mutai an der Spitze war mit 2:50,56 min nur unwesentlich schneller als der erste. Zwei Runden vor Schluss musste Kipruto abreißen lassen, während sich der französische Europameister Mahiedine Mekhissi weiter nach vorne arbeitete und eingangs der letzten Runde zu Gari, Mutai und Kemboi aufschließen konnte. Mit ihm kam auch der US-Amerikaner Evan Jager nach vorne. Auf der Gegengeraden setzte sich Kemboi an die Spitze, Gari und Jager fielen jetzt zurück. Am letzten Sprung über den Wassergraben hatte Kemboi einen Vorsprung von zehn Metern vor Mutai und Mekhissi. Gari machte als Viertplatzierter die Lücke zu Mutai und Mekhissi wieder kleiner, während Ezekiel Kemboi das Rennen überlegen für sich entschied. Auf der Zielgeraden zog Mekhissi vorbei an Mutai und gewann Silber. Mutai konnte sich dem Angriff des wieder nach vorne gekommenen Gari erwehren. Kipruto wurde Fünfter, Jager Sechster. Den letzten Kilometer hatte Kemboi in 2:35,306 min zurückgelegt, war also um etwa fünfzehn Sekunden schneller gewesen als auf den ersten beiden 1000-Meter-Abschnitten. Nach dem langsamen Beginn war jedoch keine bessere Endzeit mehr möglich, der noch von 1988 stammende olympische Rekord seines Landsmanns Julius Kariuki war um mehr als dreizehn Sekunden schneller.
Ezekiel Kemboi lief zum zehnten kenianischen Olympiasieg in dieser Disziplin. Es war Kenias achter Sieg in Folge.

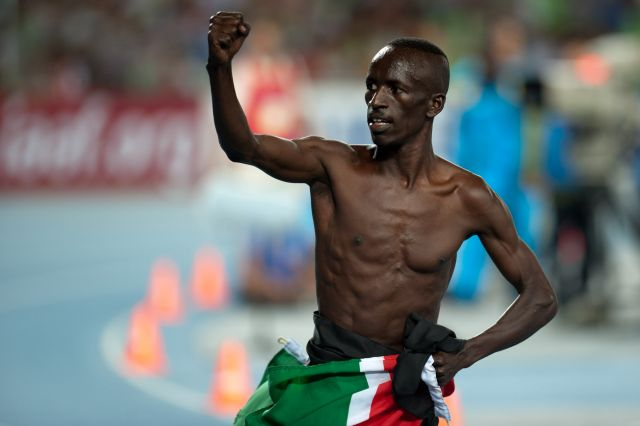
Ezekiel Kemboi wiederholte seinen Olympiasieg von 2004
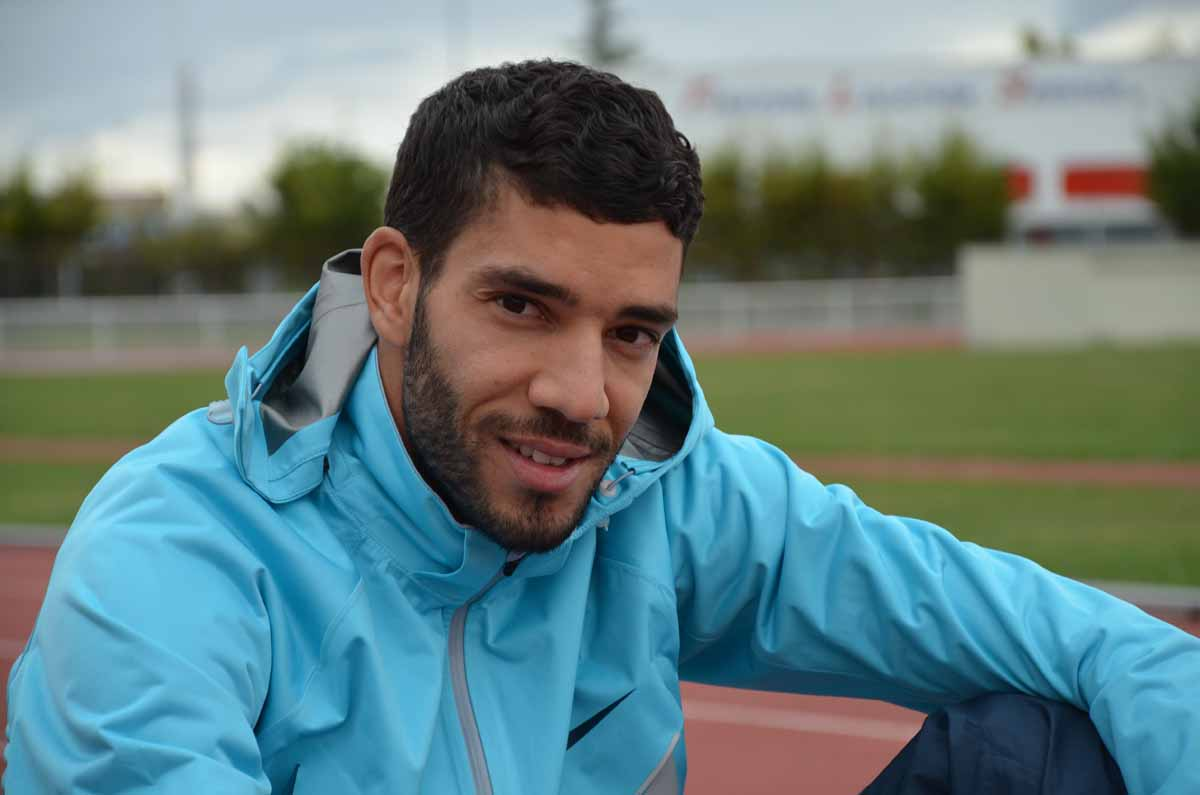
Silbermedaille: Mahiedine Mekhissi
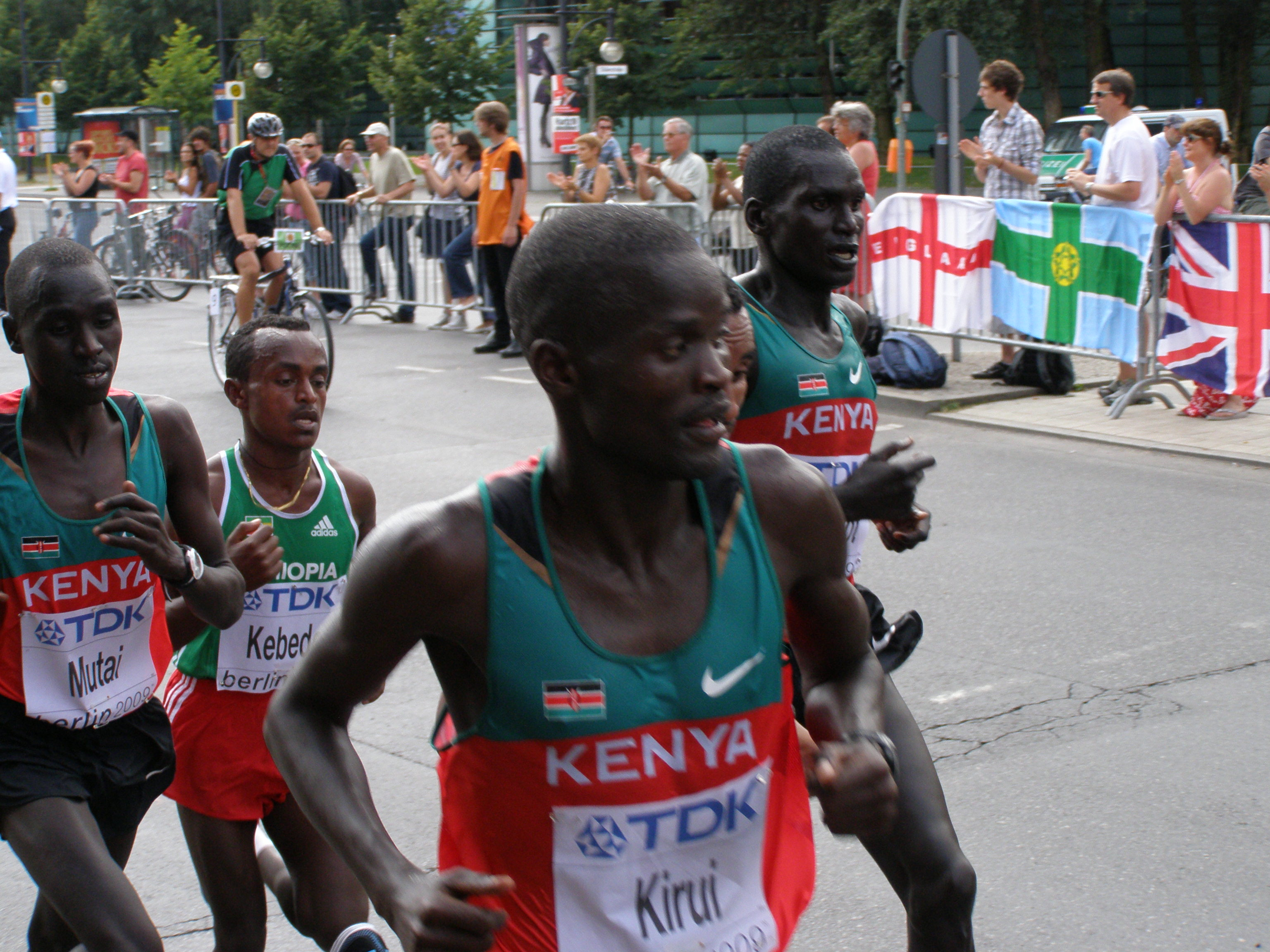
Bronze gewann Abel Kiprop Mutai (ganz links)
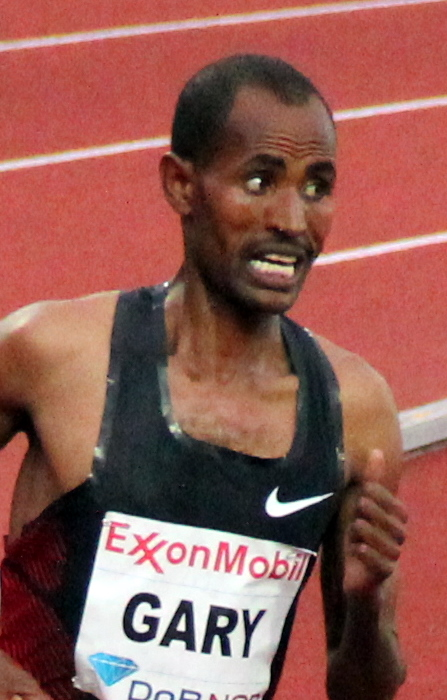
Roba Gari belegte im Finale Rang vier

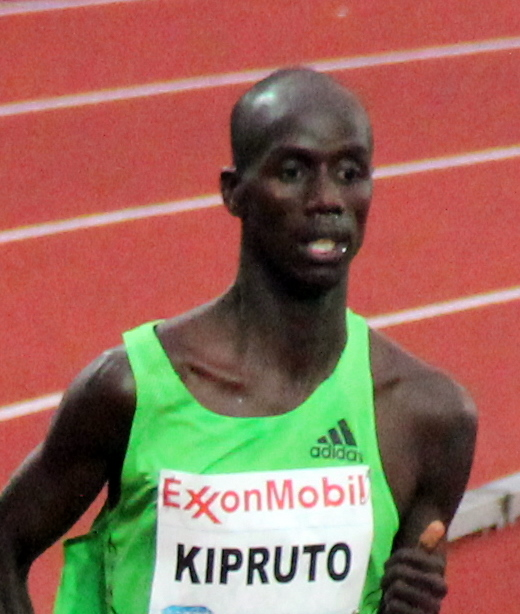
Brimin Kipruto wurde Olympiafünfter
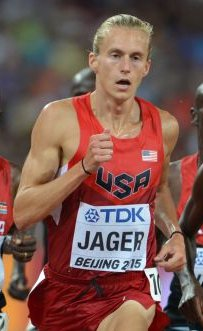
Der sechstplatzierte Evan Jager
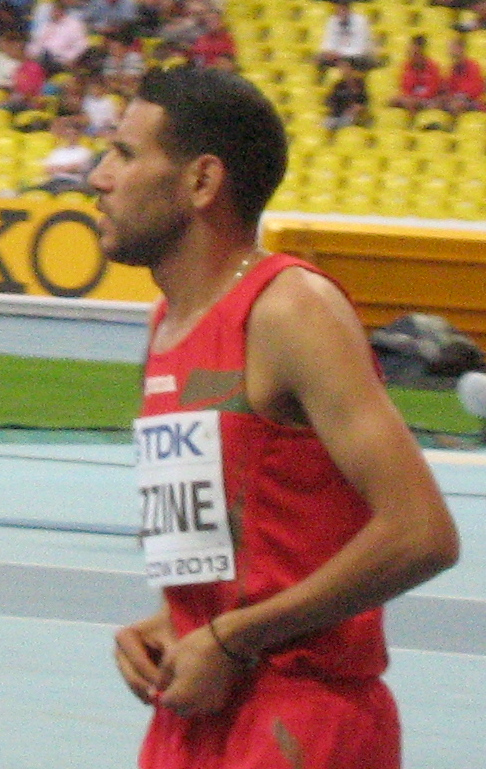
Hamid Ezzine erreichte Platz sieben
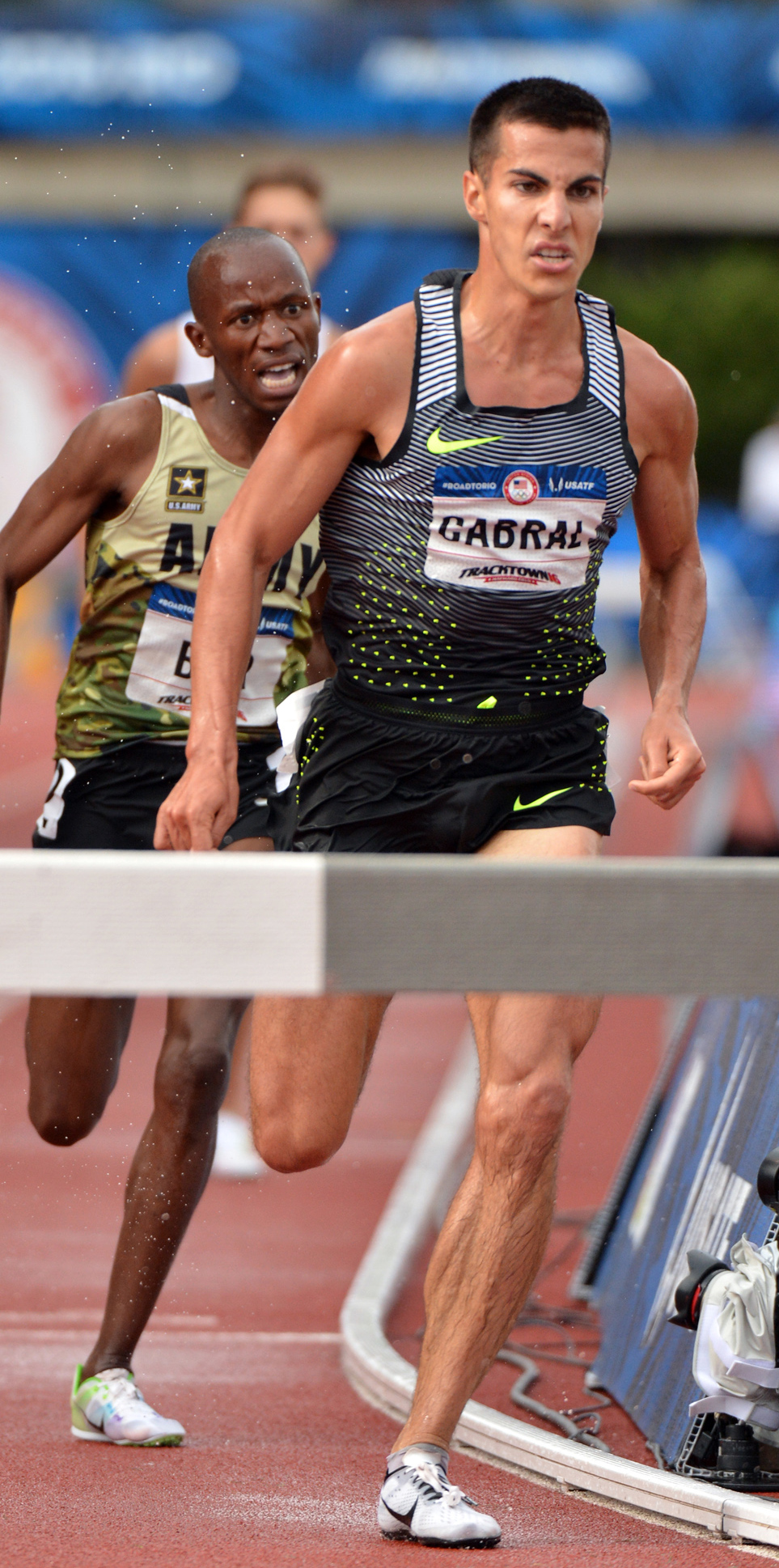
Der Olympiaachte Donald Cabral
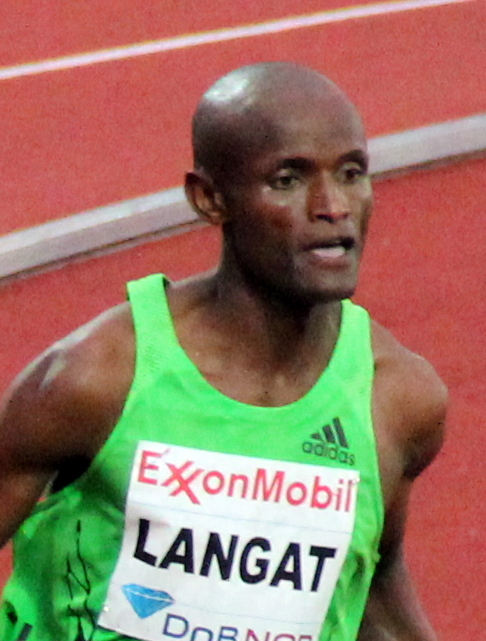
Tarık Langat Akdağ belegte den neunten Rang
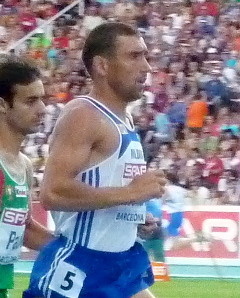
Ion Luchianov kam auf Platz zehn
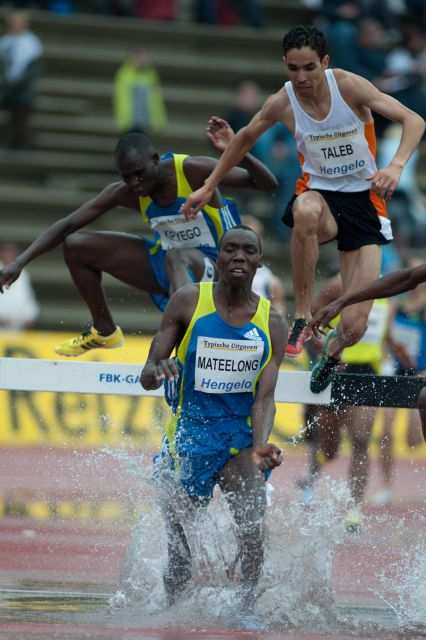
Brahim Taleb (weißes Trikot) – Rang elf
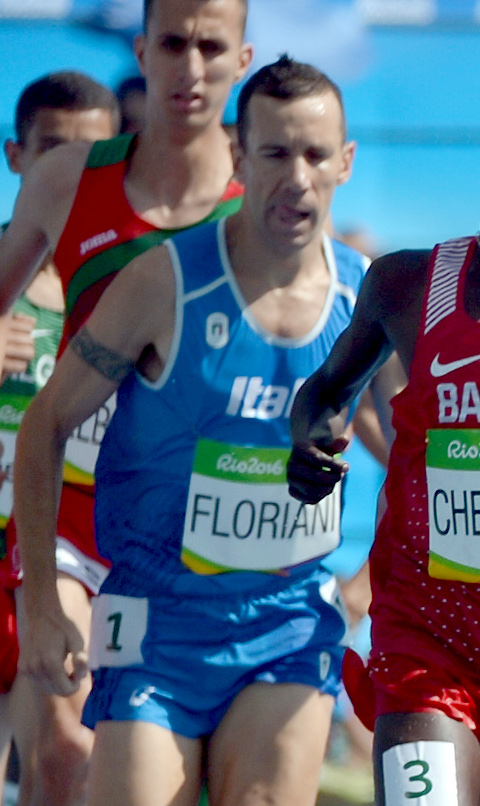
Yuri Floriani – Platz dreizehn
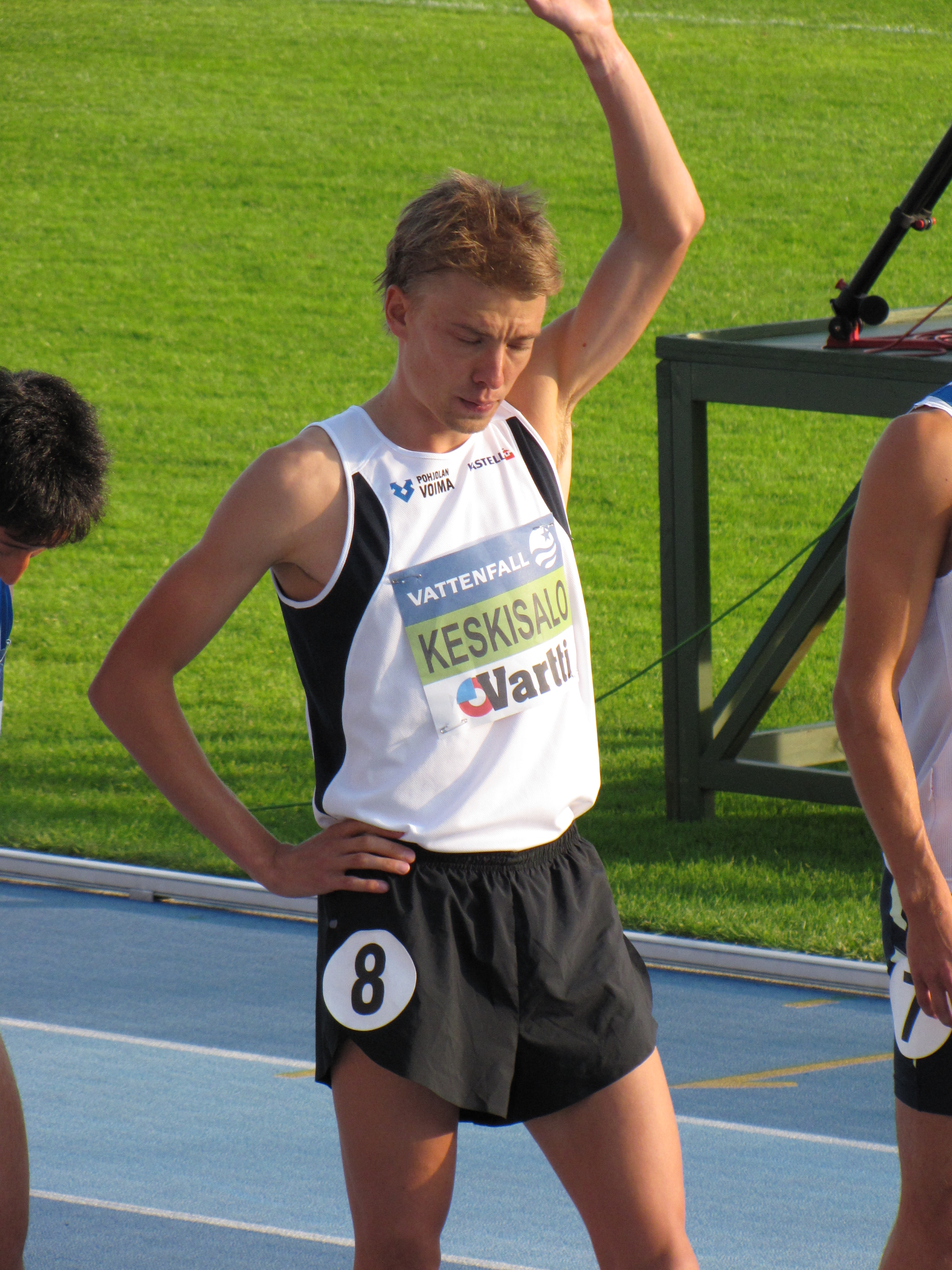
Jukka Keskisalo gab das Finalrennen auf
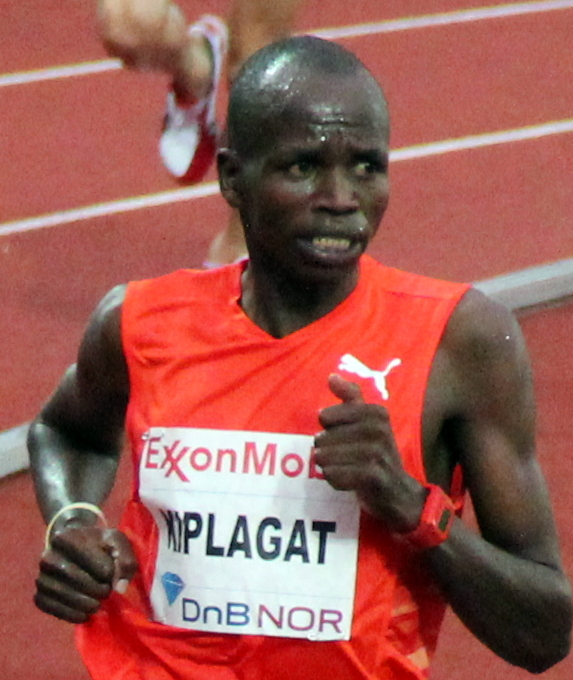
Benjamin Kiplagat wurde wegen Übertretens der Begrenzungslinie disqualifiziert

## Videolinks
- Athletics Men's 3000m Steeplechase Round 1 - Full Replay -- London 2012 Olympic Games, youtube.com, abgerufen am 26. März 2022
- Ezekiel Kemboi (KEN) Wins 3000m Steeplechase Gold - London 2012 Olympics, youtube.com, abgerufen am 26. März 2022